# Prawo do pokrycia ujemnego salda w Polsce
Prawo do pokrycia ujemnego salda – prawo zbywalne, czyli przechodzące na następców prawnych i podlegające egzekucji, przyznawane wytwórcom dla elektrowni wiatrowych zlokalizowanych na polskiej części Bałtyku, pozwalające na pokrycie różnicy pomiędzy rynkową ceną energii a ceną umożliwiającą przedsiębiorcom pokrycie kosztów wytwarzania energii elektrycznej na morzu.

## Zasady rozliczeń ujemnego salda
Wytwórcy przysługuje prawo do pokrycia ujemnego salda w okresie 25 lat od pierwszego dnia jej wytworzenia i wprowadzenia do sieci, na podstawie udzielonej koncesji na wytwarzanie energii elektrycznej, albo od pierwszego dnia, za który wytwórca wystąpił o przyznanie prawa do pokrycia ujemnego salda. Wsparcie jest wypłacane na zasadzie kontraktu różnicowego i przebiega w cyklu rocznym (w tym ewentualny zwrot dodatniego salda przez wytwórcę). Jest to zmiana w stosunku do systemu rozliczania salda w reżimie Ustawy o Odnawialnych Źródłach Energii (OZE). Rozliczeń na wniosek wytwórcy dokonuje operator rozliczeń energii odnawialnej, czyli Zarządca Rozliczeń S.A.
Cena będąca podstawą do rozliczania ujemnego salda jest wyznaczana przez Prezesa Urzędu Regulacji Energetyki (URE) po skutecznej notyfikacji wsparcia do Komisji Europejskiej, z uwzględnieniem kosztów inwestycyjnych, kosztów operacyjnych oraz uzasadnionego zwrotu z kapitału zaangażowanego w przygotowanie, budowę i eksploatację morskiej farmy wiatrowej. Cena ta nie może być większa niż cena maksymalna, określona przez ministra właściwego do spraw klimatu oraz niż cena wynikająca z decyzji Komisji Europejskiej o zgodności z rynkiem wewnętrznym pomocy publicznej, udzielanej danemu wytwórcy. Wytwórca może zrezygnować z udziału w systemie wsparcia w odpowiednim terminie po wydaniu przez Prezesa URE ostatecznej decyzji, w przypadku gdy uzna, że oferowana cena jest zbyt niska.

## Wsparcie w postaci decyzji administracyjnej
W pierwszej fazie systemu wsparcie przyznawane jest w drodze decyzji administracyjnej wydawanej przez Prezesa URE i może ono objąć morskie farmy wiatrowe o łącznej mocy zainstalowanej do 5,9 GW. Warunkiem koniecznym dla uzyskania wsparcia jest potwierdzenie przez Komisję Europejską zgodności z rynkiem wewnętrznym pomocy publicznej przyznanej wytwórcy na dany projekt offshore.